# Danzers Orpheum

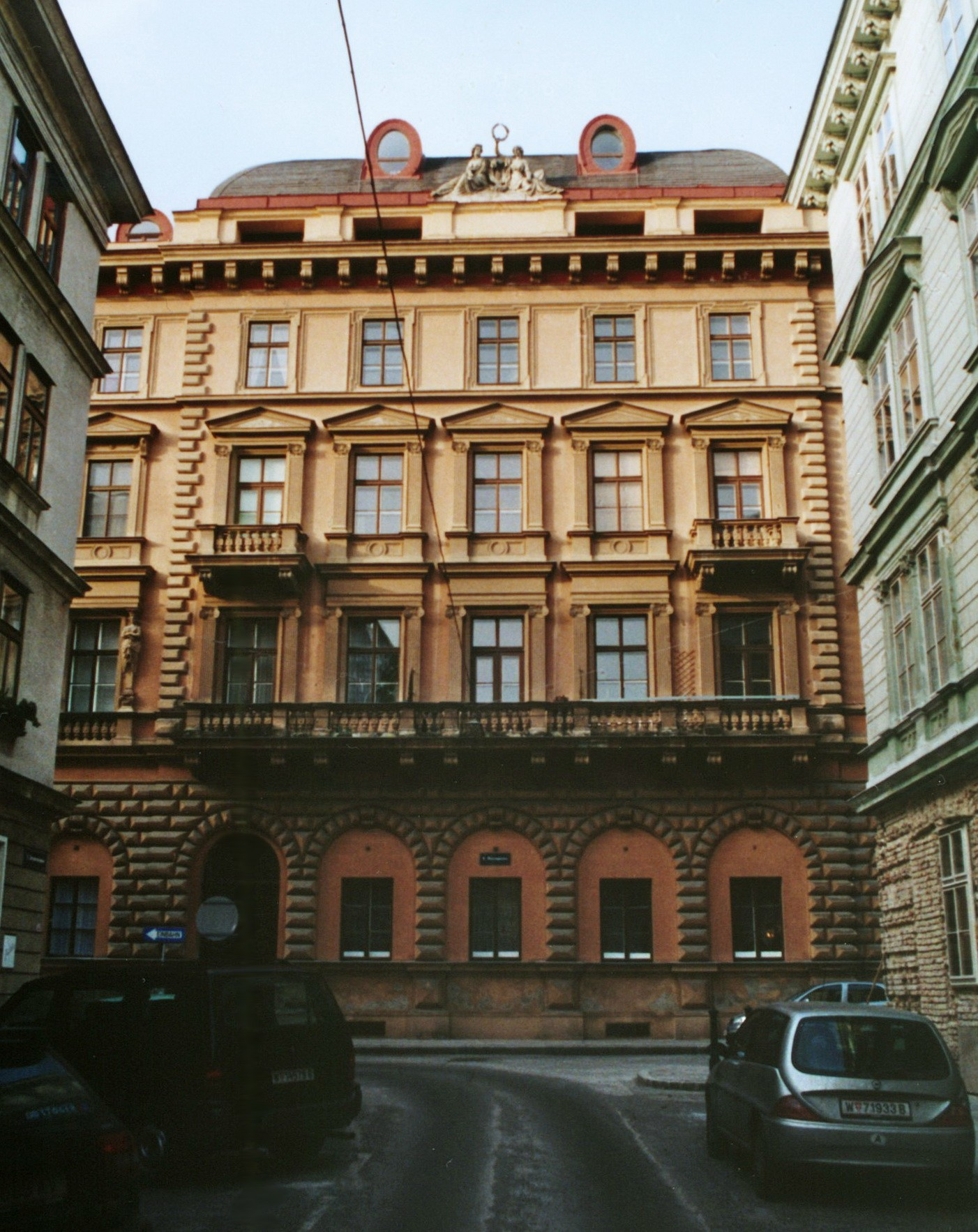
Danzers Orpheum, erhaltene Fassade in der Wasagasse 33

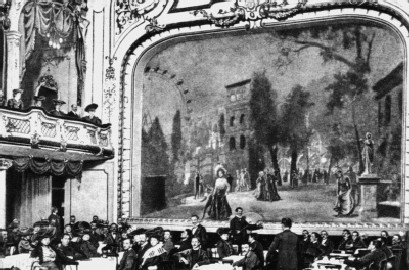
Die Bühne nach Gabor Steiners Renovierung seit 1900

Danzers Orpheum ist ein ehemaliges Theater im 9. Wiener Gemeindebezirk Alsergrund an der Wasagasse 33. Es fasste nach 1900 etwa 900 Sitzplätze, 20 Logen und 450 Stehplätze. Die Bühne wurde hauptsächlich als Theater für die Operette, Varieté und Revue bekannt.

## Harmonietheater
Ein Konsortium von Börsenspekulanten, deren gemeinsames Kapital unter dem Titel Harmonie gebündelt war, erbaute die „stattliche“, Liechtensteinstraße und Wasagasse verbindende Harmoniegasse. Nach deren Fertigstellung erwarben die Finanziers im Wege der Schauspielerin und Theaterdirektorin Amalie Pasqualati (1818–1903) eine „sehr ausgedehnte“ Theaterkonzession mit dem Ziel, durch das Einrichten eines „Kunsttempels“ dem Häuserensemble größeren Wert zu verleihen. Diese Häuser in der dann so benannten Harmoniegasse sind ein Frühwerk Otto Wagners.
Das Theater wurde 1864/65 anstelle des sogenannten Engelhauses erbaut und, als sechste Bühne Wiens, am 20. Jänner 1866 unter dem der Verkehrsfläche entsprechenden Namen, Harmonietheater, eröffnet. Insbesondere das (nicht mehr erhaltene) Bühnenhauses geht auf Pläne Wagners zurück. Bis Mai 1867 stand es unter der Leitung der Konzessionsinhaberin. Die „recht geschmackvoll dekorierte“ Bühne fasste bei nur einer Galerie und 20 Logen 800 Zuschauer.  Am Eröffnungsabend wurden vier einaktige „Novitäten“, zwei Lustspiele sowie zwei Operetten gegeben, darunter Ein Abenteuer auf Vorposten von Hippolyth Kneissler (1831–1883; Pseudonym für Erik Nessl) und der Musik von Francisco Asenjo Barbieri.
Erster Kapellmeister des Hauses war Carl Ferdinand Konradin (1833–1884), Zweiter Kapellmeister Carl Millöcker. Ludwig Anzengruber trat hier als Schauspieler auf. Im Spielplan waren Possen und Wiener Operetten.
Das Theater hatte eine Singspielhallen-Konzession und durfte nur Einakter aufführen. Gegenüber dem Theater an der Wien, das die vornehmen Operetten für das Großbürgertum aufführte, waren hier die leichteren Operetten wie etwa von Ernst Reiterer zu sehen, ähnlich wie im Strampfer-Theater oder im Fürst-Theater.

## Danzers Orpheum
1872 wurde es von dem Gastwirt Eduard Danzer übernommen, der ihm den Namen Danzers Orpheum gab und hauptsächlich Varieté-Programme veranstaltete.
Um 1900 wurde das Theater von Gabor Steiner übernommen, im neubarocken Stil glänzend ausstaffiert und als Winterspielstätte des Vergnügungsparks Venedig in Wien eingerichtet. Eröffnet wurde es mit der Operette Venus auf Erden von Paul Lincke in Anwesenheit des Bürgermeisters Karl Lueger. Die Konzession wurde erweitert, und es konnten auch Revuen mit größerem Bühnenaufwand gegeben werden. Edmund Eysler arbeitete hier als Korrepetitor. 1903 wurde hier die Operette Die schöne Griechin des späteren Hollywood-Komponisten Max Steiner aufgeführt. Bis 1904 wurde hier Fritzi Massary zum Star. Karl Tuschl, der hier zuvor schon als Schauspieler und Regisseur gewirkt hatte, übernahm 1907 von Gabor Steiner die Theaterleitung.

## Neue Wiener Bühne

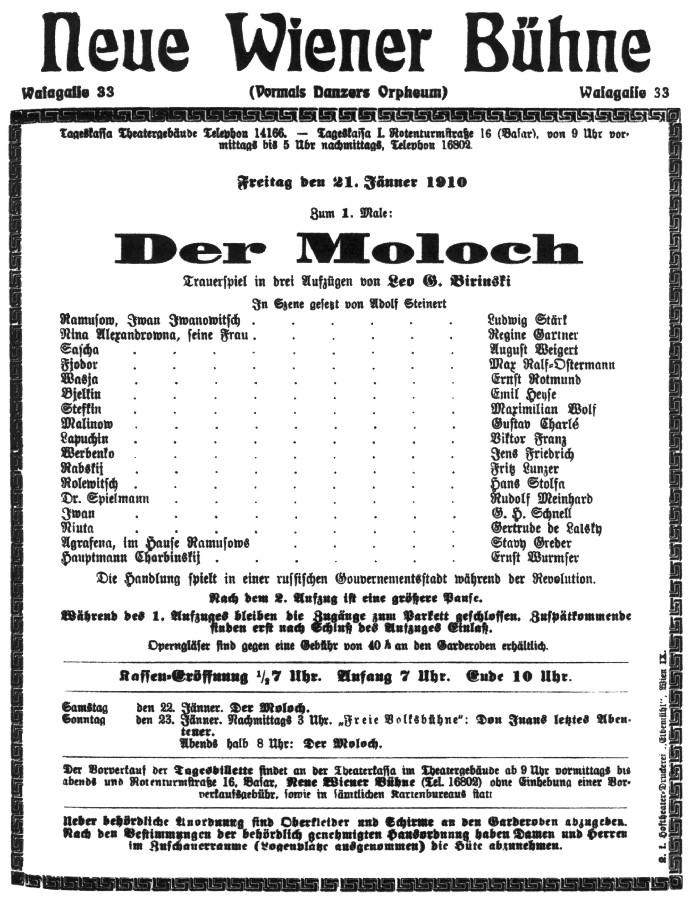
Plakat für die Uraufführung: Der Moloch von Leo Birinski am 21. Januar 1910.
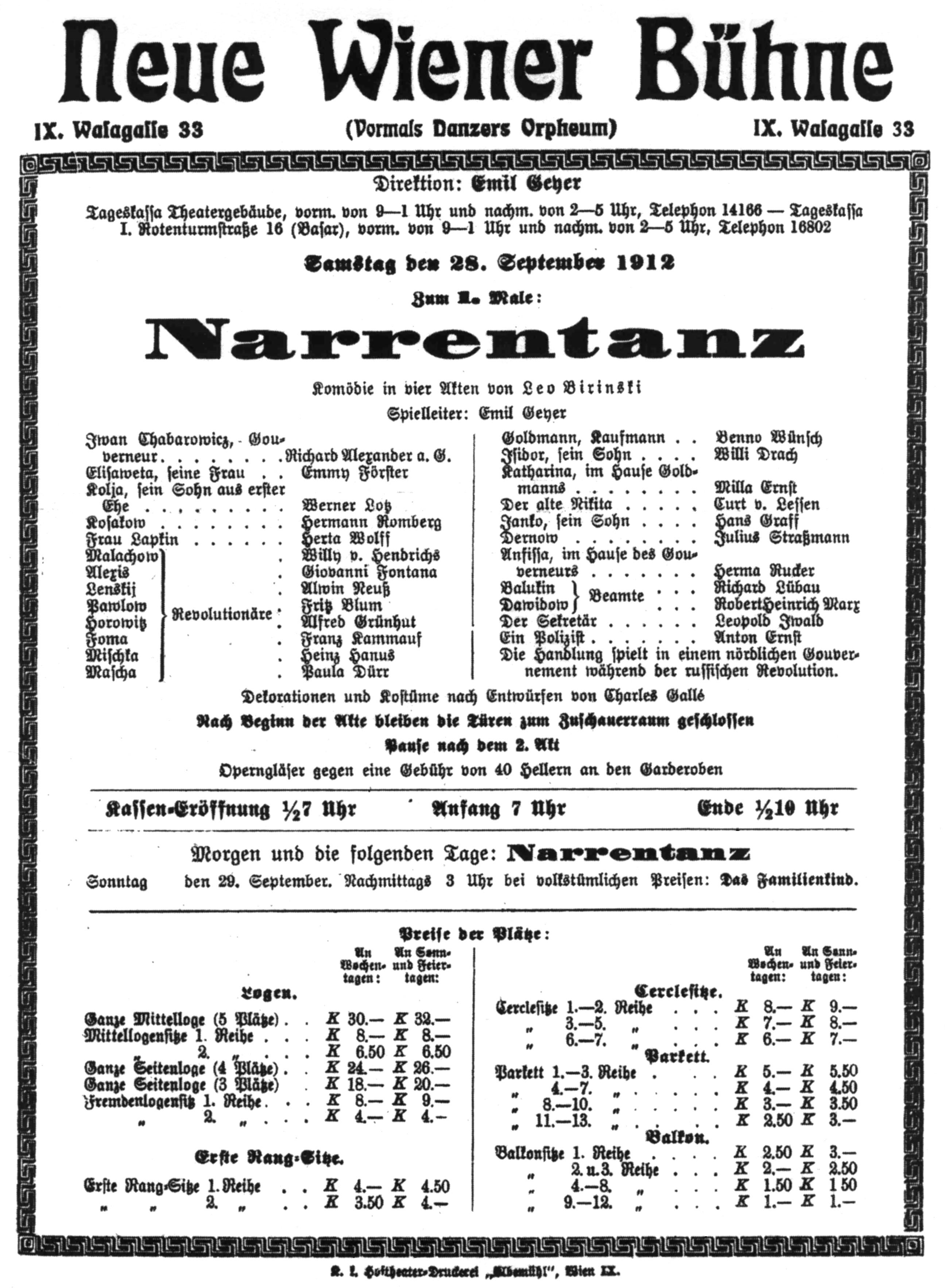
Plakat für die Wiener Premiere: Narrentanz von Leo Birinski am 28. September 1912.

1908 erhielt das Theater den Namen Neue Wiener Bühne und widmete sich fortan dem Schauspiel. Zum Beispiel erlebte hier im Januar 1910 ihre Uraufführung die Tragödie Der Moloch von Leo Birinski. Der Regisseur Emil Geyer machte es ab 1912 zu einer literarischen Bühne für das expressionistische Drama und führte Autoren wie Georg Kaiser und Ferdinand Bruckner auf. Eine der 11 gleichzeitigen Premieren erlebte hier am 28. September 1912 die Tragikomödie Narrentanz von Leo Birinski. Als Schauspieler wirkten hier etwa Alexander Moissi und Hermann Romberg.
Am 1. September 1922 übernahm Eugen Robert (1877–1944), Direktor der Robertbühnen in Berlin, die Leitung und führte das Theater zusammen mit der Renaissancebühne  in den Verband der Robertbühnen in Berlin und Wien. Die künstlerische Leitung der Robertbühnen Wien wurde Emil Geyer übertragen, der zuvor als Oberregisseur und Direktorstellvertreter in den Verband eingetreten war. Am 31. Mai 1924 war die Theaterkonzession von Eugen Robert abgelaufen, was die Wiedereröffnung der wegen Abgabenschuld behördlich geschlossenen Renaissancebühne verhinderte, über ein Dutzend Klagen auf Abfertigung gegen Robert nach sich zog und das Ende der Robertbühnen Wien bedeutete.
Das Theater wurde 1925 nochmals – erfolglos – zum Unterhaltungstheater umfunktioniert. Um die Jahreswende 1927/28 pachtete Emil Richter-Roland (1876–1948) das Haus, das er gemeinsam mit seiner Rolandbühne (2., Praterstraße 25) führen wollte. Die von der Rolandbühne übersiedelten Stücke fanden jedoch zu wenig Publikum, und so wurde das Theater mit 29. April 1928 bleibend geschlossen.
Danach wurden Zuschauerraum und Bühne abgetragen und 1934 an der Gassenfront Wohnungen eingerichtet.
Neue Wiener Bühne wurde auch ein Kleintheater an der Josefsgasse 8 genannt, das 1957–1960 in Betrieb war.